# Mała Snihuriwka
Mała Snihuriwka (ukr. Мала Снігурівка) – wieś na Ukrainie, w obwodzie tarnopolskim, w rejonie krzemienieckim.